# Golden Jubilee
Der Golden Jubilee ist der größte geschliffene Diamant der Welt.
1985 wurde in der Premier Mine in Cullinan (Südafrika) ein brauner Rohdiamant von 755,50 Karat (151,1 g) gefunden, der zunächst die Bezeichnung Namenloser Brauner erhielt.
Die Bearbeitung des Steines wurde dem bekannten Diamantschleifer Gabi Tolkowsky übertragen. Dieser bearbeitete den Diamanten mit von ihm und seinem Team speziell hergestellten Werkzeugen. Das Ergebnis der einjährigen Bearbeitungsdauer war ein mit 148 perfekt symmetrischen Facetten kissenförmig geschliffener Diamant. Das Gewicht, das normalerweise bei der Bearbeitung auf bis zu 50 % reduziert wird, konnte hier auf bemerkenswerten 72 % des Rohgewichtes gehalten werden, es gingen beim Schleifen also nur 28 % verloren.
Mit seinem Gewicht von 545,67 Karat (109,134 g) ist der Golden Jubilee Diamond seitdem der größte geschliffene Diamant der Welt. Er löst den Star of Africa ab, der diesen Rekord seit 1908 innehatte. Den Rekord für den größten Rohdiamanten hält mit 3106,7 Karat immer noch der Cullinan, der in derselben Mine gefunden wurde und aus dem neben besagtem Star of Africa noch mehrere bedeutende geschliffene Diamanten gefertigt wurden.
Eine thailändische Firmengruppe kaufte 1995 den Diamanten von De Beers und brachte ihn zum Vatikan, wo er von Papst Johannes Paul II. den Segen erhielt. Im Jahr 1997 wurde der Diamant König Bhumibol Adulyadej zu Ehren des 50. Jahrestages (dem Goldenen Jubiläum) seiner Thronbesteigung als Geschenk überreicht. Der bis dahin namenlose Diamant wurde somit bekannt als Golden Jubilee Diamond. Dieser Diamant sollte in das thailändische Königszepter gefasst werden. Heute befindet er sich im Königlichen Palast und ist Teil der Kronjuwelen.